# Marugame
Marugame (丸亀市, Marugame-shi) és una ciutat i municipi de la prefectura de Kagawa, a la regió de Shikoku, Japó. És el segon municipi més populós de Kagawa i el seté de la regió de Shikoku.

## Geografia
El municipi de Marugame està situat a la part occidental de la prefectura de Kagawa, al nord-oest de l'illa de Shikoku. El terme municipal de Marugame comprén territori a Shikoku i a petites illes de la mar interior de Seto, amb la que fa costa al nord. El terme municipal de Marugame limita amb els d'Utazu i Sakaide a l'est; amb Ayagawa i Mannō al sud i amb Zentsūji i Tadotsu a l'oest.

## Història
Des d'almenys el període Heian fins al període Tokugawa, l'àrea on es troba l'actual ciutat de Marugame va formar part de la província de Sanuki. El 15 de febrer de 1890 es va fundar la vila de Marugame. Marugame fou fundada oficialment com a ciutat a l'abril de 1899, a principis de l'era Meiji. Marugame fou el 53é municipi del Japó en tindre un codi de municipi. El 22 de març de 2005 la ciutat de Marugame es fusionà amb les viles d'Ayauta i Hanzan, pertanyents al districte d'Ayauta, per fundar la nova ciutat de Marugame.

## Política i govern

### Alcaldes
En aquesta taula només es reflecteixen els alcaldes democràtics, és a dir, des de l'any 1947. En el cas particular de Marugame, la llista comença el 2005, quan es funda el municipi.
| Alcalde       | Inici del mandat | Fi del mandat | Partit | Partit |
| Tetsuji Arai  | 2005             | 2013          |        | Ind    |
| Masaharu Kaji | 2005             |               |        | Ind    |

## Demografia
| 1920    | 1930    | 1940    | 1950    | 1960   | 1970   | 1980   |
| ------- | ------- | ------- | ------- | ------ | ------ | ------ |
| ND      | ND      | ND      | 87.271  | 81.523 | 78.263 | 94.849 |
| 1990    | 2000    | 2010    | 2020    | 2030   | 2040   | 2050   |
| 101.253 | 108.356 | 110.446 | 109.148 | -      | -      | -      |

## Transport

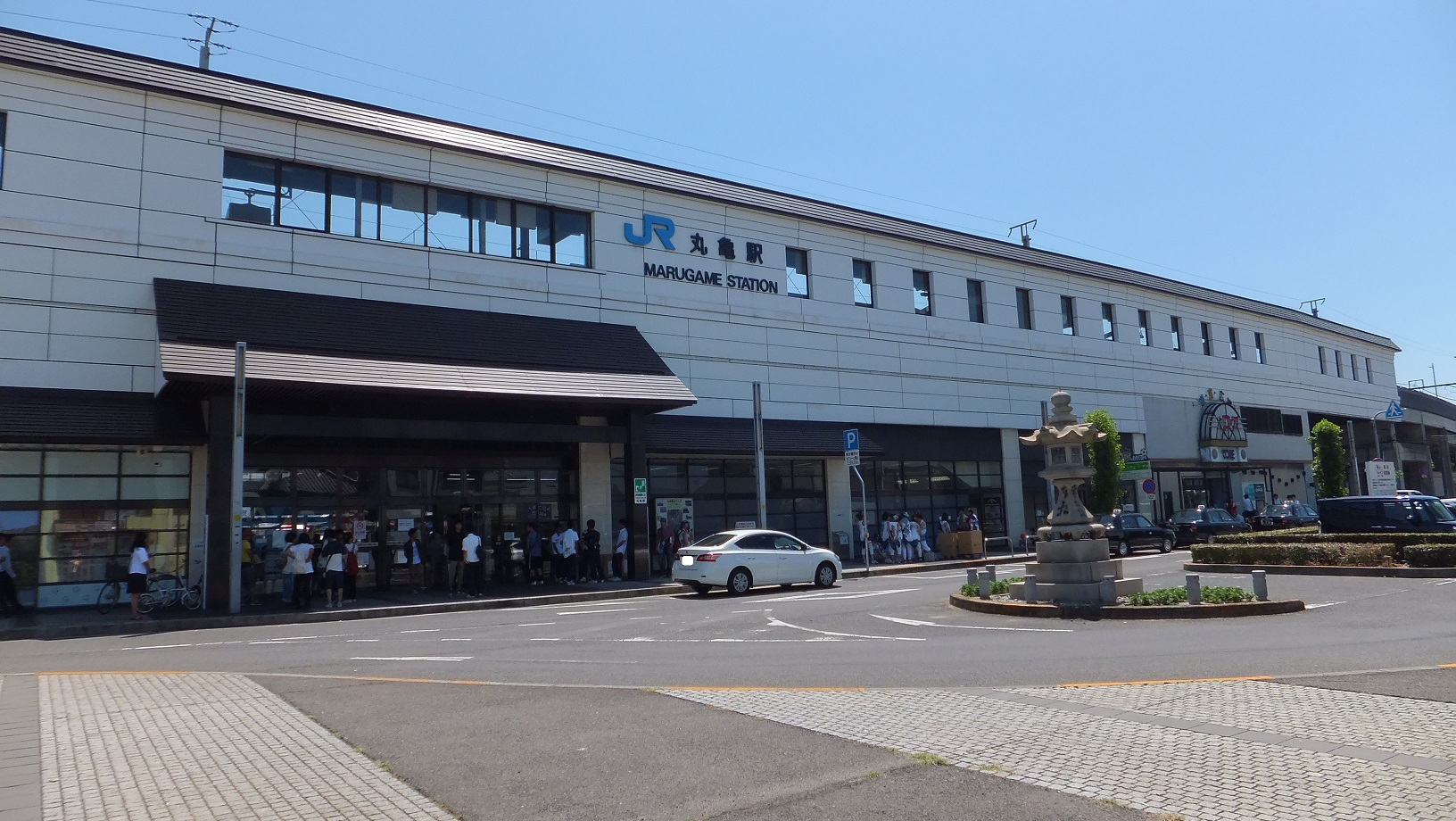
Estació de Marugame

### Ferrocarril
- Companyia de Ferrocarrils de Shikoku (JR Shikoku)
  - Marugame - Sanuki-Shioya
- Ferrocarril Elèctric Takamatsu-Kotohira (Kotoden)
  - Kurikuma - Okada

## Agermanaments
- Nanao, prefectura d'Ishikawa, Japó.[4] (1 de novembre de 1974)
- Sant Sebastià, País Basc, Espanya.[5] (6 de novembre de 1990)
- Tokoname, prefectura d'Aichi, Japó. (27 de març de 1997)
- Zhangjiagang, província de Jiangsu, RPX.[5] (28 de maig de 1999)
- Yurihonjō, prefectura d'Akita, Japó.[6] (7 de febrer de 2014)
- Kyōgoku, Hokkaido, Japó.
- Maibara, prefectura de Shiga, Japó.
- Daisen, prefectura de Tottori, Japó.
- Imabari, prefectura d'Ehime, Japó.
- Tōon, prefectura d'Ehime, Japó.
- Guadalupe, Califòrnia, EUA.[5]